# Плоцьк (Болградський район)
Плоцьк (у минулому: Село № 24, Плоцьк) — село Арцизької міської громади в Болградському районі Одеської області в Україні.

## Історія
Історія Плоцька починається у 1837 році коли частина жителів німецької колонії Брієни отримали землю на найвіддаленішій частині брієнських земель. Через велику віддаленість від власних сільськогосподарських угідь вони звернулися до комітету добробуту з проханням надати дозвол на заснування власної колонії. 1839 рік вважається датою заснування колонії Плоцьк.
В 1886 році було зведено молитовний будинок. В 1929 році його перебудовано у кірху. Нині в цій будівлі розташований будинок культури.
Восени  1940 року німецьке населення було репатрійоване до Німеччини.
Населення становить 517 осіб.
12 червня 2020 року, відповідно до Розпорядження Кабінету Міністрів України від № 724-р «Про визначення адміністративних центрів та затвердження територій територіальних громад Одеської області», увійшло до складу Арцизької міської територіальної громади.
19 липня 2020 року, в результаті адміністративно-територіальної реформи і ліквідації Арцизького району, село увійшло до складу новоутвореного Болградського району.

## Населення
Згідно з переписом 1989 року населення села становило 532 особи, з яких 255 чоловіків та 277 жінок.
За переписом населення 2001 року в селі мешкало 517 осіб.

### Мова
Розподіл населення за рідною мовою за даними перепису 2001 року:
| Мова       | Відсоток |
| ---------- | -------- |
| українська | 80,85 %  |
| російська  | 12,38 %  |
| болгарська | 5,03 %   |
| молдовська | 1,16 %   |
| гагаузька  | 0,39 %   |